# دوروثيه
دوروثيه (بالفرنسية: Dorothée)‏ هي مغنية ومنتجة تلفزيونية وموسيقية ومقدمة تلفزيونية وممثلة فرنسية، ولدت في 14 يوليو 1953 في الدائرة السادسة عشرة في باريس في فرنسا.

## وصلات خارجية
- الموقع الرسمي
- دوروثيه على موقع IMDb (الإنجليزية)
- دوروثيه على موقع ألو سيني (الفرنسية)
- دوروثيه على موقع ميوزك برينز (الإنجليزية)
- دوروثيه على موقع أول ميوزيك (الإنجليزية)
- دوروثيه على موقع ديسكوغز (الإنجليزية)
- دوروثيه على موقع قاعدة بيانات الفيلم (الإنجليزية)